# Йосеф, Джван
Джван Йосеф (Jwan Yosef, 6 сентября 1984, Рас-эль-Айн) — шведский художник сирийского происхождения. Специализируется на пластическом искусстве. В настоящее время живёт и работает в Лондоне.

## Биография
Родился в Рас-эль-Айне (Сирия), отец — сирийский курд-мусульманин, мать — армянка. Семья эмигрировала в Швецию, где он учился в 2004—2006 годах в стокгольмской школе живописи, а затем поступил в Институт искусств, ремёсел и дизайна Konstfack, который окончил в 2009 году со степенью бакалавра изящных искусств. В 2011 году стал магистром изящных искусств в Центральном колледже искусства и дизайна им. Св. Мартина в Лондоне.
Своими ориентирами Йосеф считает Нео Рауха и Герхарда Рихтера.
Йосеф принимал участие в большом числе групповых выставок и арт-ярмарок. В 2013 году провёл две персональные выставки в Лондоне и Стокгольме. Является основателем и владельцем студии The Bomb Factory Art Foundation в Лондоне.

## Личная жизнь
Йосеф — открытый гей. В апреле 2016 года он начал встречаться с певцом Рики Мартином, в ноябре того же года они объявили о своей помолвке. В январе 2018 года Рики Мартин объявил, что он и Джван Йосеф официально заключили брак. В браке два ребёнка: девочка — Люсия Мартин-Йосеф (родилась в 2018 году) и мальчик — Ренн Мартин-Йосеф (родился в 2019 году). В июле 2023 пара рассталась.

## Награды
- 2013: Threadneedle Prize, Exhibiting Artist
- 2013: BEERS Contemporary, Award for Emerging Art, Winner Painting